# Lijst van vlaggen van Afrika
Dit artikel geeft een overzicht van internationale en nationale vlaggen in Afrika.

## Vlaggen van internationale organisaties

Vlag van de ACS-staten
Vlag van Afrikaanse Unie
Vlag van de Arabische Liga
Vlag van de Gemeenschap van Portugeessprekende landen
Vlag van het Gemenebest van Naties
Vlag van de Ontwikkelingsgemeenschap van Zuidelijk Afrika
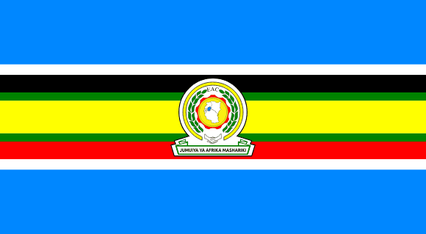
Vlag van de Oost-Afrikaanse Gemeenschap
Vlag van de Organisatie van olie-exporterende landen
Vlag van de Organisatie van de Islamitische Conferentie
Vlag van de Unie van de Arabische Maghreb

## Vlaggen van staten en afhankelijke gebieden

### Vlaggen van staten
| Kaart | Land                          | Vlag | Artikel over de vlag                      | Ratio   | Ingebruikname     |
| ----- | ----------------------------- | ---- | ----------------------------------------- | ------- | ----------------- |
|       | Algerije                      |      | Vlag van Algerije                         | 2:3     | 3 juli 1962       |
|       | Angola                        |      | Vlag van Angola                           | 2:3     | 11 november 1975  |
|       | Benin                         |      | Vlag van Benin                            | 2:3     | 1 augustus 1990   |
|       | Botswana                      |      | Vlag van Botswana                         | 2:3     | 30 september 1966 |
|       | Burkina Faso                  |      | Vlag van Burkina Faso                     | 5:8     | 4 augustus 1984   |
|       | Burundi                       |      | Vlag van Burundi                          | 2:3     | 28 juni 1967      |
|       | Centraal-Afrikaanse Republiek |      | Vlag van de Centraal-Afrikaanse Republiek | 3:5     | 1 december 1958   |
|       | Comoren                       |      | Vlag van de Comoren                       | 3:5     | 31 december 2001  |
|       | Congo-Brazzaville             |      | Vlag van Congo-Brazzaville                | 2:3     | 18 augustus 1958  |
|       | Congo-Kinshasa                |      | Vlag van Congo-Kinshasa                   | 3:4     | 18 februari 2006  |
|       | Djibouti                      |      | Vlag van Djibouti                         | 2:3     | 27 juni 1977      |
|       | Egypte                        |      | Vlag van Egypte                           | 2:3     | 4 oktober 1984    |
|       | Equatoriaal-Guinea            |      | Vlag van Equatoriaal-Guinea               | 2:3     | 21 augustus 1979  |
|       | Eritrea                       |      | Vlag van Eritrea                          | 1:2     | 5 december 1995   |
|       | Ethiopië                      |      | Vlag van Ethiopië                         | 1:2     | 6 februari 1996   |
|       | Gabon                         |      | Vlag van Gabon                            | 3:4     | 9 augustus 1960   |
|       | Gambia                        |      | Vlag van Gambia                           | 18:27   | 18 februari 1965  |
|       | Ghana                         |      | Vlag van Ghana                            | 2:3     | 6 maart 1957      |
|       | Guinee                        |      | Vlag van Guinee                           | 2:3     | 10 november 1958  |
|       | Guinee-Bissau                 |      | Vlag van Guinee-Bissau                    | 1:2     | 24 september 1973 |
|       | Ivoorkust                     |      | Vlag van Ivoorkust                        | 2:3     | 3 december 1959   |
|       | Kaapverdië                    |      | Vlag van Kaapverdië                       | 3:5     | 22 september 1992 |
|       | Kameroen                      |      | Vlag van Kameroen                         | 2:3     | 20 mei 1975       |
|       | Kenia                         |      | Vlag van Kenia                            | 2:3     | 12 december 1963  |
|       | Lesotho                       |      | Vlag van Lesotho                          | 2:3     | 4 oktober 2006    |
|       | Liberia                       |      | Vlag van Liberia                          | 10:19   | 24 augustus 1847  |
|       | Libië                         |      | Vlag van Libië                            | 1:2     | 3 augustus 2011   |
|       | Madagaskar                    |      | Vlag van Madagaskar                       | 2:3     | 14 oktober 1958   |
|       | Malawi                        |      | Vlag van Malawi                           | 2:3     | 6 juli 1964       |
|       | Mali                          |      | Vlag van Mali                             | 2:3     | 1 maart 1961      |
|       | Marokko                       |      | Vlag van Marokko                          | 2:3     | 17 november 1915  |
|       | Mauritanië                    |      | Vlag van Mauritanië                       | 2:3     | 15 augustus 2017  |
|       | Mauritius                     |      | Vlag van Mauritius                        | 2:3     | 12 maart 1968     |
|       | Mozambique                    |      | Vlag van Mozambique                       | 2:3     | 1 mei 1983        |
|       | Namibië                       |      | Vlag van Namibië                          | 2:3     | 21 maart 1990     |
|       | Niger                         |      | Vlag van Niger                            | 6:7     | 23 november 1959  |
|       | Nigeria                       |      | Vlag van Nigeria                          | 1:2     | 1 oktober 1960    |
|       | Oeganda                       |      | Vlag van Oeganda                          | 2:3     | 9 oktober 1962    |
|       | Rwanda                        |      | Vlag van Rwanda                           | 2:3     | 25 oktober 2001   |
|       | Sao Tomé en Principe          |      | Vlag van Sao Tomé en Principe             | 1:2     | 12 juli 1975      |
|       | Senegal                       |      | Vlag van Senegal                          | 2:3     | 20 augustus 1960  |
|       | Seychellen                    |      | Vlag van de Seychellen                    | 1:2     | 18 juni 1996      |
|       | Sierra Leone                  |      | Vlag van Sierra Leone                     | 2:3     | 27 april 1961     |
|       | Soedan                        |      | Vlag van Soedan                           | 1:2     | 20 mei 1970       |
|       | Somalië                       |      | Vlag van Somalië                          | 2:3     | 12 oktober 1954   |
|       | Swaziland                     |      | Vlag van Swaziland                        | 2:3     | 6 oktober 1968    |
|       | Tanzania                      |      | Vlag van Tanzania                         | 2:3     | 30 juni 1964      |
|       | Togo                          |      | Vlag van Togo                             | 1:1,618 | 28 april 1960     |
|       | Tsjaad                        |      | Vlag van Tsjaad                           | 2:3     | 6 november 1959   |
|       | Tunesië                       |      | Vlag van Tunesië                          | 2:3     | 20 maart 1956     |
|       | Zambia                        |      | Vlag van Zambia                           | 2:3     | 24 oktober 1964   |
|       | Zimbabwe                      |      | Vlag van Zimbabwe                         | 1:2     | 18 april 1980     |
|       | Zuid-Afrika                   |      | Vlag van Zuid-Afrika                      | 2:3     | 27 april 1994     |
|       | Zuid-Soedan                   |      | Vlag van Zuid-Soedan                      | 1:2     | 9 juli 2005       |

### Vlaggen van afhankelijke gebieden
| Kaart | Land                                                             | Vlag | Artikel over de vlag                                | Ratio                      | Ingebruikname       |
| ----- | ---------------------------------------------------------------- | ---- | --------------------------------------------------- | -------------------------- | ------------------- |
|       | Canarische Eilanden (Spanje)                                     |      | Vlag van de Canarische Eilanden                     | 2:3                        | 16 augustus 1982    |
|       | Franse Zuidelijke Gebieden (Frankrijk)                           |      | Vlag van de Franse Zuidelijke Gebieden              | 2:3                        | 23 februari 2007    |
|       | Madeira (Portugal)                                               |      | Vlag van Madeira                                    | 2:3                        | 28 juli 1978        |
|       | Mayotte (Frankrijk)                                              |      | Vlag van Mayotte                                    | 2:3                        | 15 februari 1794    |
|       | Plazas de soberanía (Spanje)                                     |      | Vlag van de Plazas de soberanía                     | 2:3                        | Geen officiële vlag |
|       | Réunion (Frankrijk)                                              |      | Vlag van Réunion                                    | 2:3                        | 15 februari 1794    |
|       | Sint-Helena, Ascension en Tristan da Cunha (Verenigd Koninkrijk) |      | Vlag van Sint-Helena, Ascension en Tristan da Cunha | 3:5 (op land) 1:2 (op zee) | Geen officiële vlag |

## Vlaggen van niet-erkende staten
| Kaart | Land                                      | Vlag | Artikel over de vlag                                  | Ratio | Ingebruikname    |
| ----- | ----------------------------------------- | ---- | ----------------------------------------------------- | ----- | ---------------- |
|       | Sahrawi Arabische Democratische Republiek |      | Vlag van de Sahrawi Arabische Democratische Republiek | 1:2   | 27 februari 1976 |
|       | Somaliland                                |      | Vlag van Somaliland                                   | 1:2   | 14 oktober 1996  |

## Vlaggen van historische staten
- Adam Koksland - zie het artikel: Vlag van Adam Koksland
- Koninkrijk Benin - zie het artikel: Vlag van het Koninkrijk Benin
- Biafra - zie het artikel: Vlag van Biafra
- Britse Kaapkolonie - zie het artikel: Vlag van de Britse Kaapkolonie
- Bophuthatswana - zie het artikel: Vlag van Bophuthatswana
- Centraal-Afrikaans Keizerrijk - zie het artikel: Vlag van de Centraal-Afrikaanse Republiek
- Ciskei - zie het artikel: Vlag van Ciskei
- Gazankulu - zie het artikel: Vlag van Gazankulu
- Keizerrijk Ethiopië - zie het artikel: Vlag van Ethiopië
- Republiek Goosen - zie het artikel: Vlag van Goosen
- Republiek Graaff-Reinet - zie het artikel: Vlag van Nederland
- Oost-Griekwaland - zie het artikel: Vlag van Oost-Griekwaland
- West-Griekwaland - zie het artikel: Vlag van West-Griekwaland
- Ifni - zie het artikel: Vlag van Spanje
- KaNgwane - zie het artikel: Vlag van KaNgwane
- Katanga - zie het artikel: Vlag van Katanga
- Klein Vrystaat - zie het artikel: Vlag van de Zuid-Afrikaansche Republiek
- KwaNdebele - zie het artikel: Vlag van KwaNdebele
- Kwazoeloe - zie het artikel: Vlag van Kwazoeloe
- Republiek Kliprivier - zie het artikel: Vlag van de Republiek Kliprivier
- Lebowa - zie het artikel: Vlag van Lebowa
- Koninkrijk Libië - zie het artikel: Vlag van Libië
- Republiek Lydenburg - zie het artikel: Vlag van Nederland
- Mali-federatie - zie het artikel: Vlag van Mali
- Natal - zie het artikel: Vlag van Natal
- Republiek Natalia - zie het artikel: Vlag van de Republiek Natalia
- Nieuwe Republiek - zie het artikel: Vlag van de Nieuwe Republiek
- Oranje Vrijstaat - zie het artikel: Vlag van de Oranje Vrijstaat
- Oranjerivierkolonie - zie het artikel: Vlag van de Oranjerivierkolonie
- Ottomaanse Rijk - zie het artikel: Vlag van het Ottomaanse Rijk
- Ovamboland - zie het artikel: Vlag van Ovamboland
- Potchefstroom - zie het artikel: Vlag van de Zuid-Afrikaansche Republiek
- QwaQwa - zie het artikel: Vlag van QwaQwa
- Rehoboth - zie het artikel: Vlag van Rehoboth
- Rhodesië - zie het artikel: Vlag van Zimbabwe
- Republiek Rhodesië - zie het artikel: Vlag van Zimbabwe
- Rif-Republiek - zie het artikel: Vlag van de Rif-Republiek
- Ruanda-Urundi - zie het artikel: Vlag van België
- Republiek Stellaland - zie het artikel: Vlag van Stellaland
- Verenigde Staten van Stellaland - zie het artikel: Vlag van Stellaland
- Republiek Swellendam - zie het artikel: Vlag van Nederland
- Republiek Tanganyika - zie het artikel: Vlag van Tanganyika
- Transkei - zie het artikel: Vlag van Transkei
- Transvaalkolonie - zie het artikel: Vlag van de Transvaalkolonie
- Upingtonia - zie het artikel: Vlag van Duitsland
- Republiek Utrecht - zie het artikel: Vlag van Nederland
- Venda - zie het artikel: Vlag van Venda
- Republiek Winburg-Potchefstroom - zie het artikel: Vlag van de Zuid-Afrikaansche Republiek
- Zaïre - zie het artikel: Vlag van Zaïre
- Zoeloekoninkrijk - zie het artikel: Vlag van het Zoeloekoninkrijk
- Republiek Zoutpansberg - zie het artikel: Vlag van de Zuid-Afrikaansche Republiek
- Unie van Zuid-Afrika - zie het artikel: Vlag van Zuid-Afrika (1928-1994)
- Zuid-Afrikaansche Republiek - zie het artikel: Vlag van de Zuid-Afrikaansche Republiek
- Mijnstaat Zuid-Kasaï - zie het artikel: Vlag van de Mijnstaat Zuid-Kasaï
- Zuid-Rhodesië - zie het artikel: Vlag van Zimbabwe

## Vlaggen van gebieden met separatistische of irredentistische bewegingen

Vlag van Agadez
Vlag van Ambazonië
Vlag van Anjouan
Vlag van de Rif-Republiek
Vlag van Azawad
Vlag van Bakassi
Vlag van Barotseland
Vlag van Biafra
Vlag van Bioko
Vlag van Cabinda
Vlag van de Canarische Eilanden
Vlag van de Caprivistrook
Vlag van Casamance
Vlag van Darfur
Vlag van Jubaland
Vlag van de Kaapprovincie
Vlag van Kabylië
Vlag van Katanga
Vlag van Maakhir
Vlag van Mayotte
Vlag van Mohéli
Vlag van de Nigerdelta
Vlag van de Noordelijke Regio's
Vlag van Ogaden
Vlag van Ogoniland
Vlag van Puntland
Vlag van Réunion
Vlag van Somaliland
Vlag van de Volkstaat
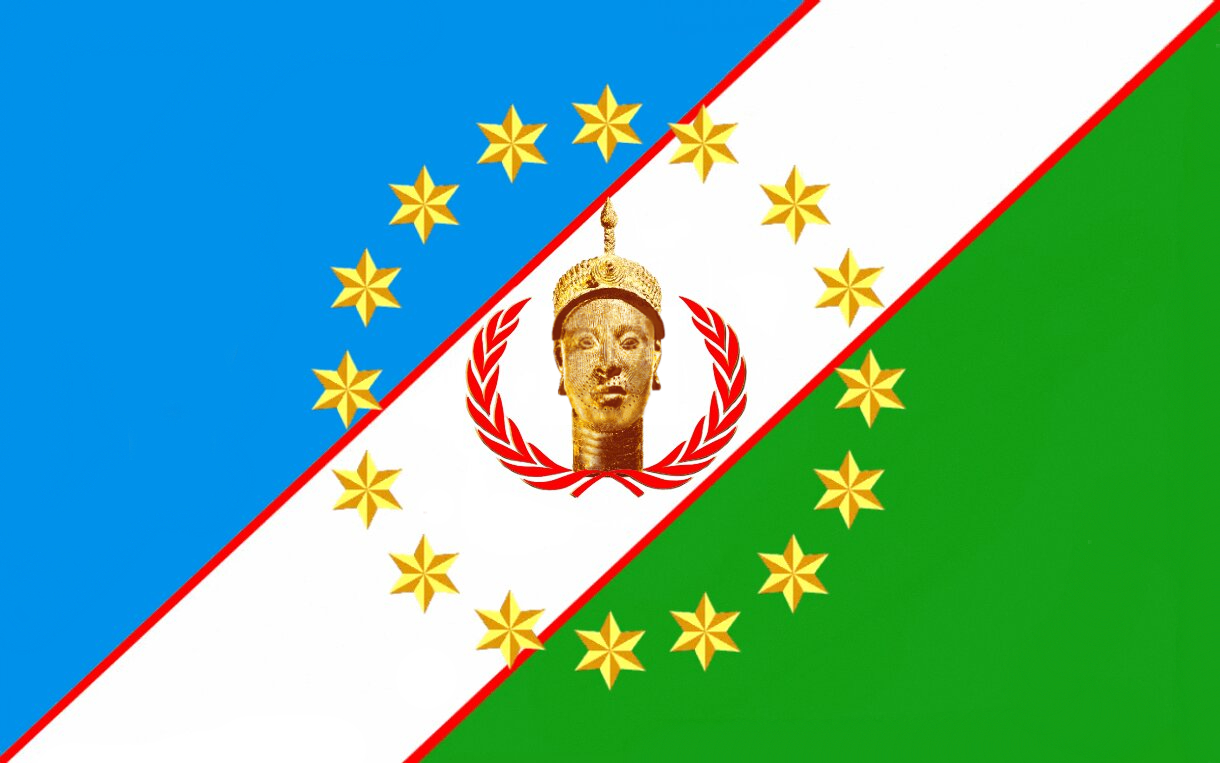
Vlag van Yoruba
Vlag van Zuidwest-Somalië

## Vlaggen van hoofdsteden

Vlag van Algiers (Algerije)
Vlag van Luanda (Angola)
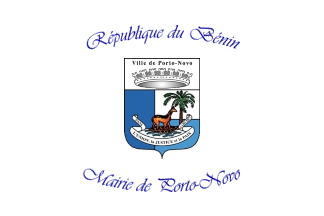
Vlag van Porto-Novo (Benin)
Vlag van Gaborone (Botswana)
Vlag van Ouagadougou (Burkina Faso)
Vlag van Gitega (Burundi)
Vlag van Bangui (Centraal-Afrikaanse Republiek)
Vlag van Moroni (Comoren)
Vlag van Brazzaville (Congo-Brazzaville)
Vlag van Kinshasa (Congo-Kinshasa)
Vlag van Djibouti (Djibouti)
Vlag van Caïro (Egypte)
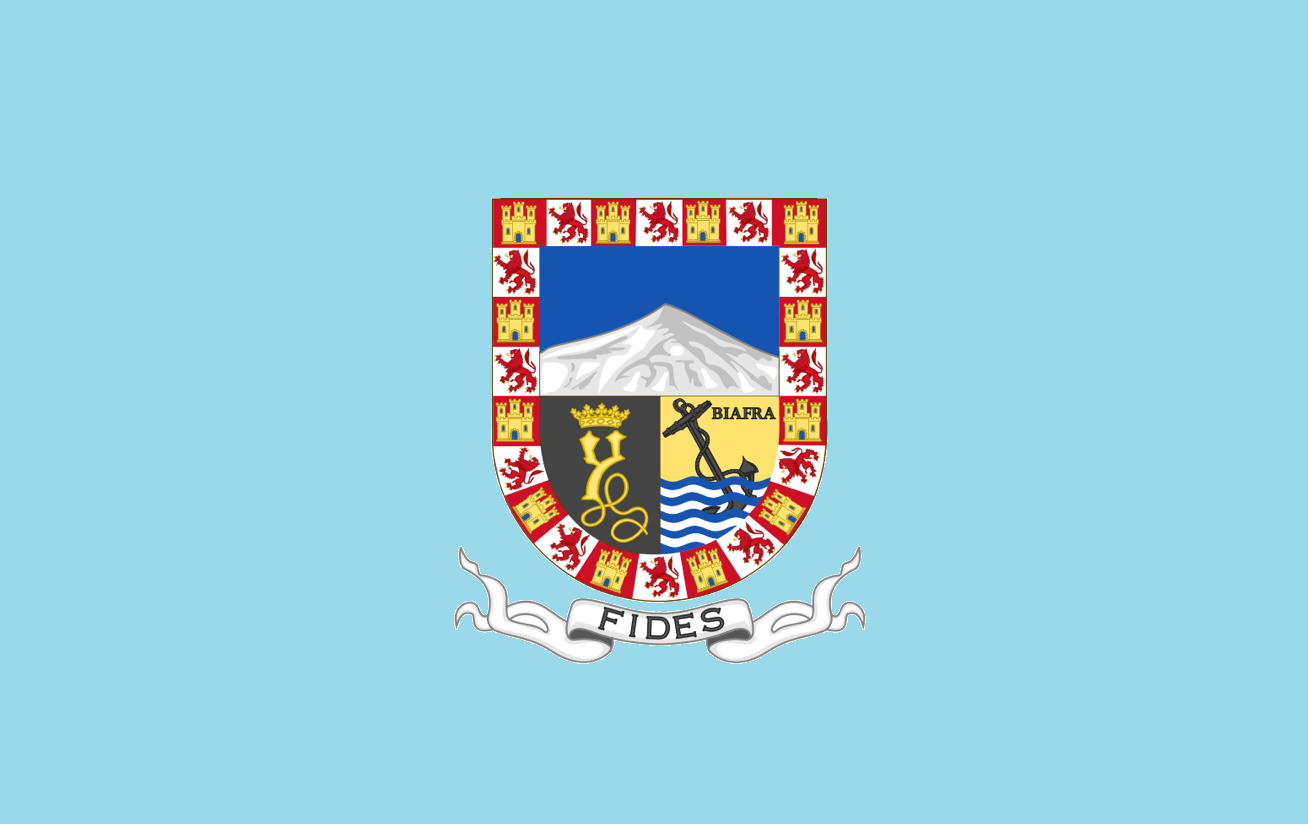
Vlag van Malabo (Equatoriaal-Guinea)
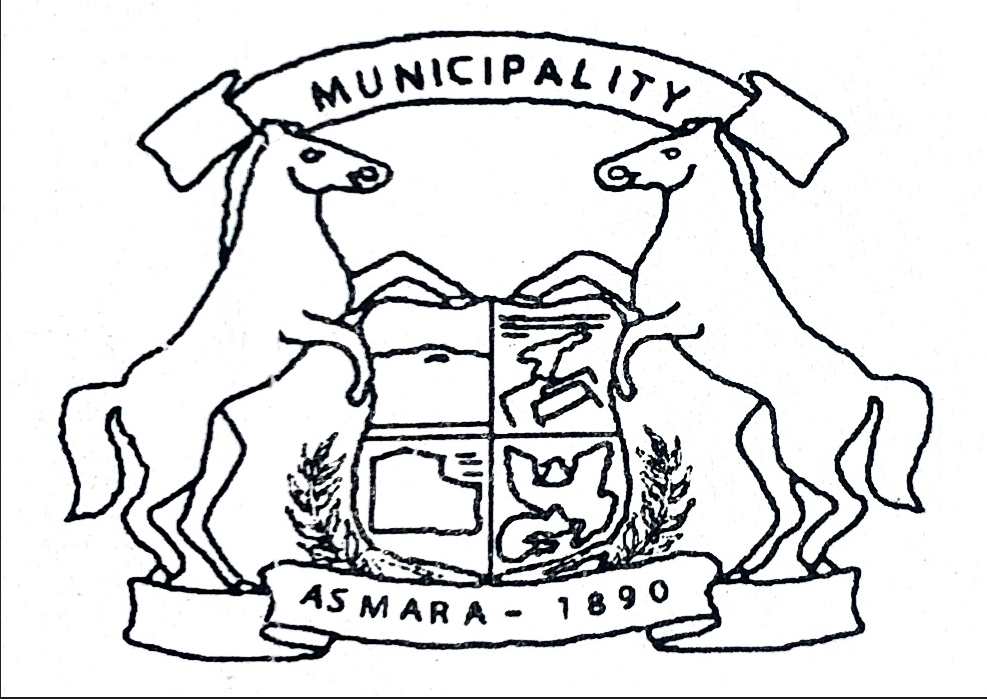
Vlag van Asmara (Eritrea)
Vlag van Addis Abeba (Ethiopië)
Vlag van Libreville (Gabon)
Vlag van Banjul (Gambia)
Vlag van Accra (Ghana)
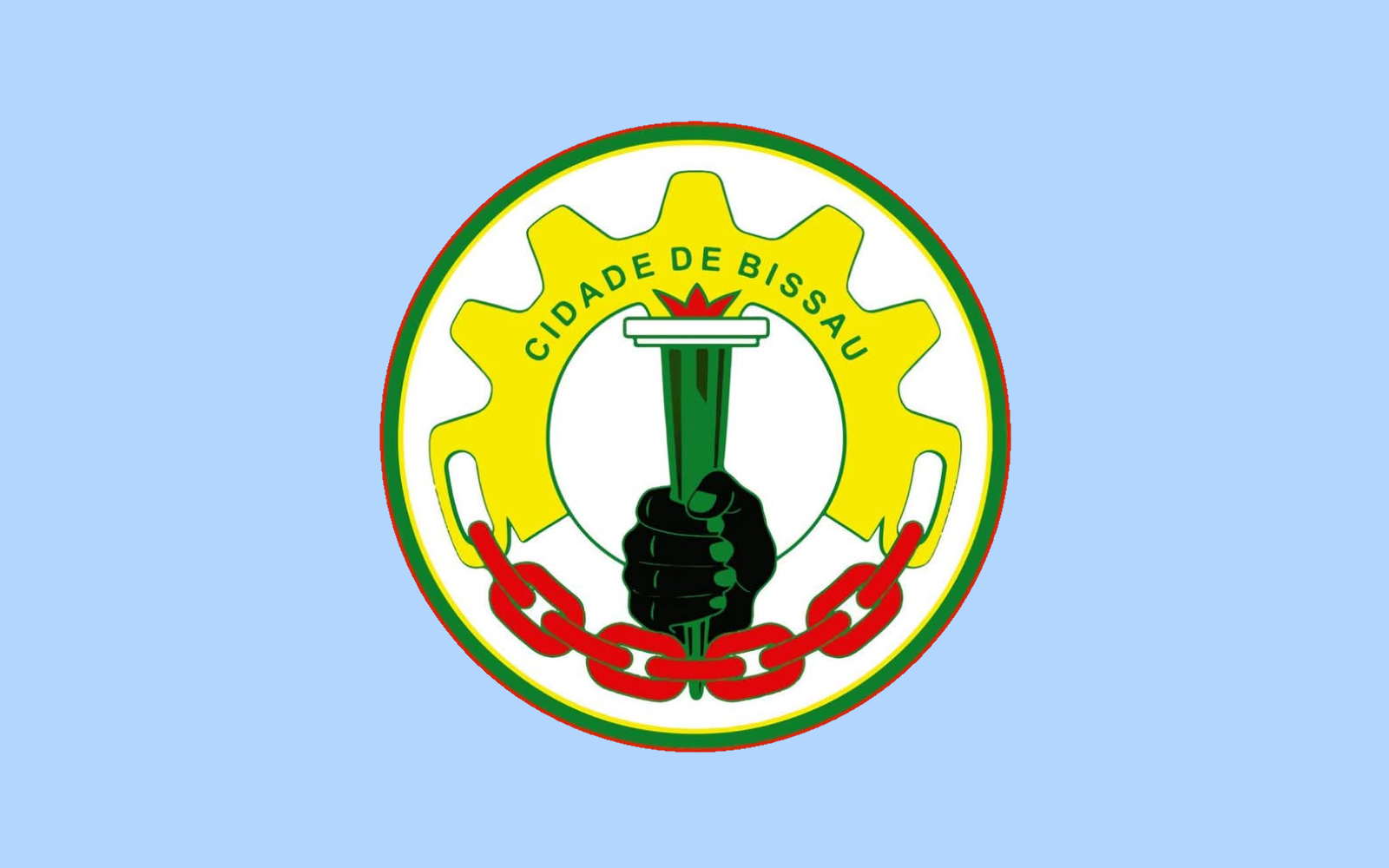
Vlag van Bissau (Guinee-Bissau)
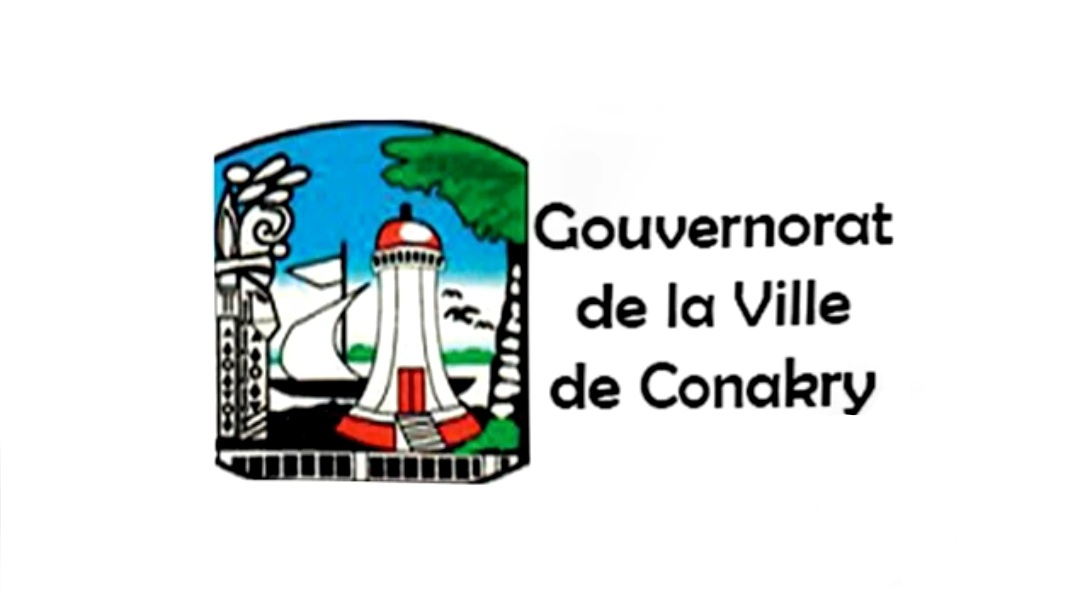
Vlag van Conakry (Guinee)
Vlag van Yamoussoukro (Ivoorkust)
Vlag van Praia (Kaapverdië)
Vlag van Yaoundé (Kameroen)
Vlag van Nairobi (Kenia)
Vlag van Maseru (Lesotho)
Vlag van Monrovia (Liberia)
Vlag van Tripoli (Libië)
Vlag van Antananarivo (Madagaskar)
Vlag van Lilongwe (Malawi)
Vlag van Bamako (Mali)
Vlag van Rabat (Marokko)
Vlag van Nouakchott (Mauritanië)
Vlag van Port Louis (Mauritius)
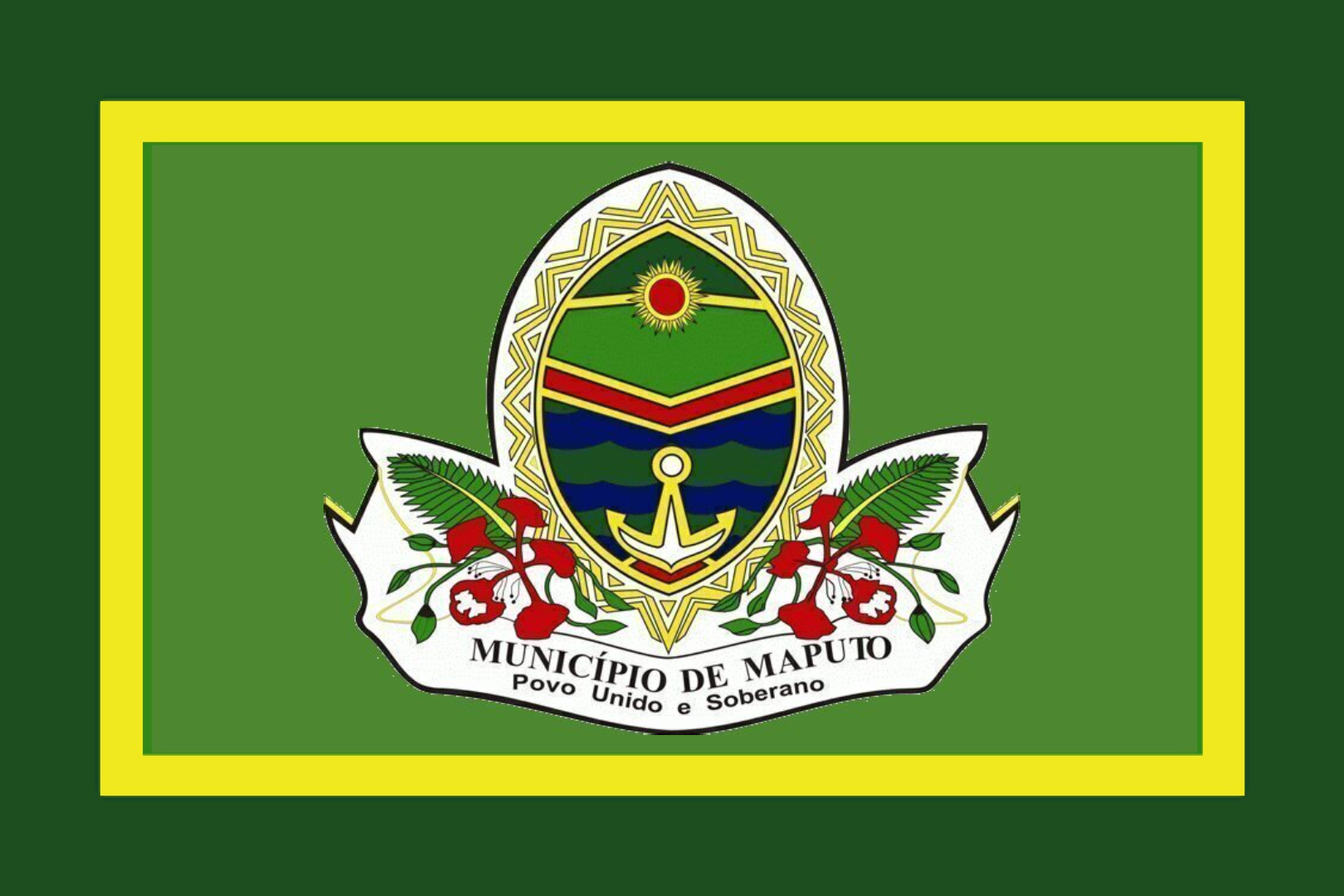
Vlag van Maputo (Mozambique)
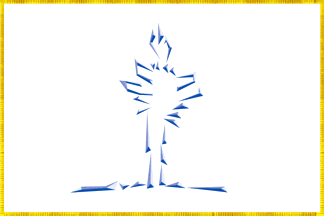
Vlag van Windhoek (Namibië)
Vlag van Niamey (Niger)
Vlag van Abuja (Nigeria)
Vlag van Kampala (Oeganda)
Vlag van Kigali (Rwanda)
Vlag van Sao Tomé (Sao Tomé en Principe)
Vlag van Dakar (Senegal)
Vlag van Victoria (Seychellen)
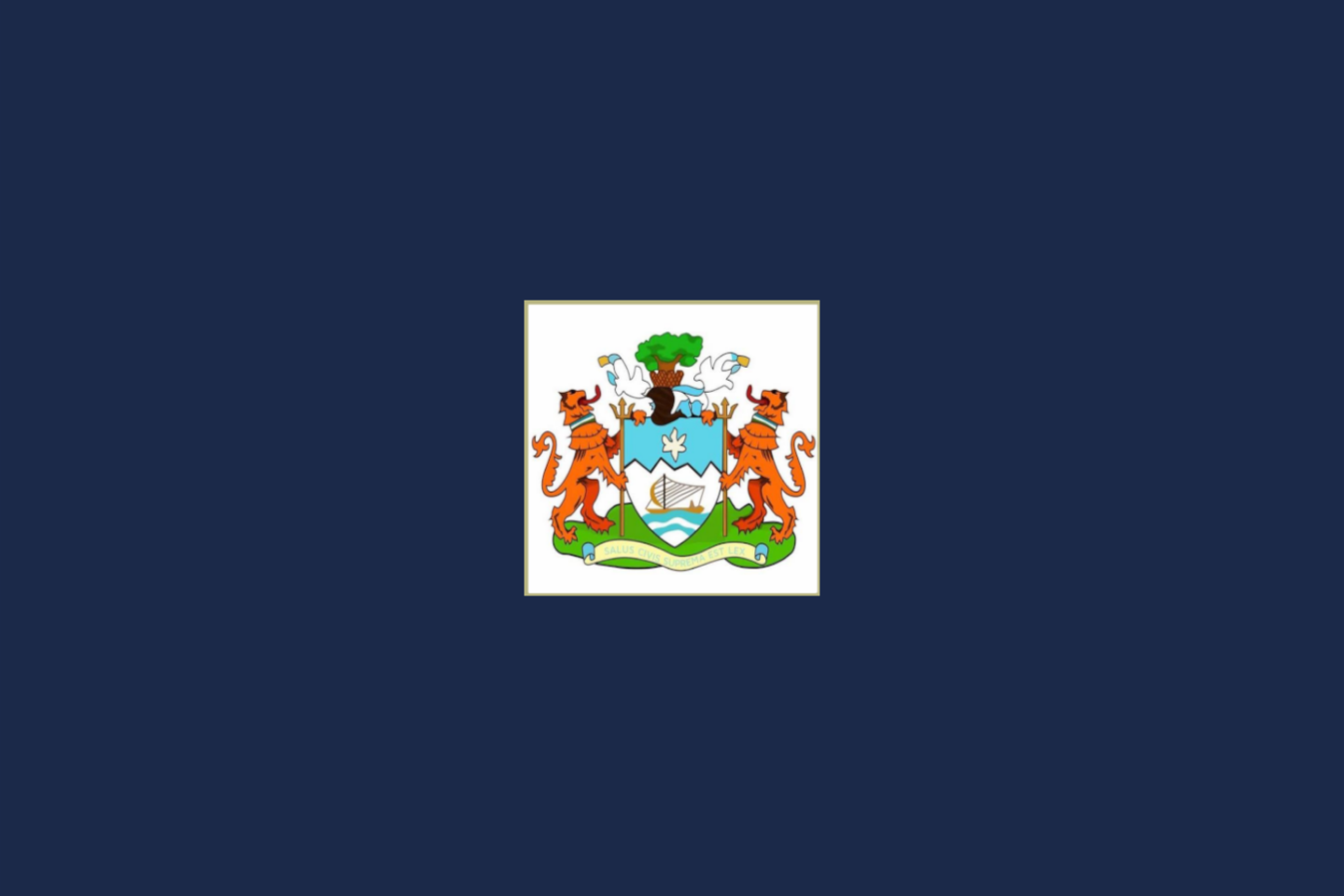
Vlag van Freetown (Sierra Leone)
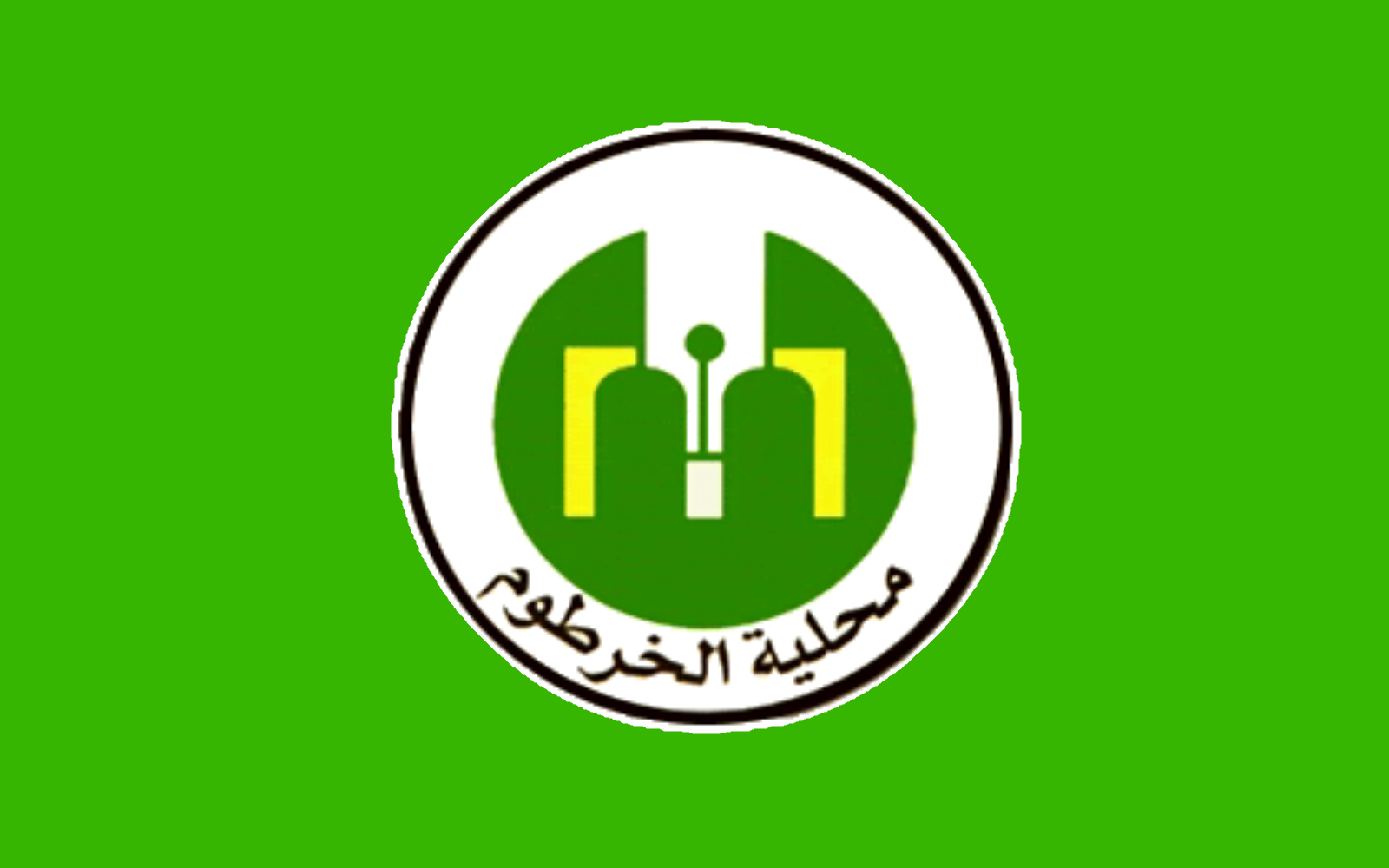
Vlag van Khartoem (Soedan)
Vlag van Mogadishu (Somalië)
Vlag van Lobamba (Swaziland)
Vlag van Mbabane (Swaziland)
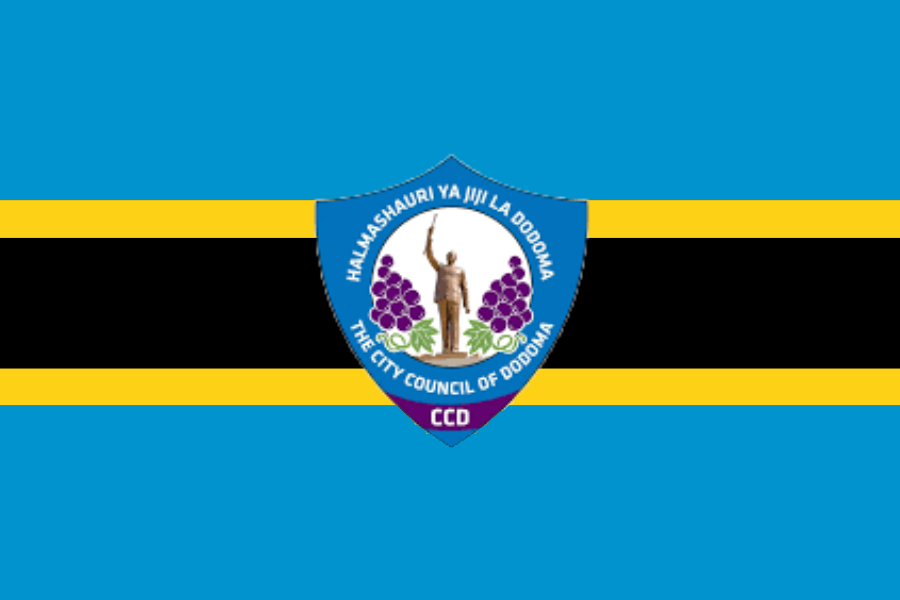
Vlag van Dodoma (Tanzania)
Vlag van Lomé (Togo)
Vlag van Ndjamena (Tsjaad)
Vlag van Tunis (Tunesië)
Vlag van Lusaka (Zambia)
Vlag van Harare (Zimbabwe)
Vlag van Pretoria (Zuid-Afrika)
Vlag van Bloemfontein (Zuid-Afrika)
Vlag van Kaapstad (Zuid-Afrika)
Vlag van Juba (Zuid-Soedan)

## Vlaggenlijsten per land
| Land                          | Lijst                                                  | Deelgebieden                                            | Gemeenten                                            |
| ----------------------------- | ------------------------------------------------------ | ------------------------------------------------------- | ---------------------------------------------------- |
| Algerije                      | Lijst van vlaggen van Algerije                         | Lijst van vlaggen van Algerijnse deelgebieden           | Lijst van vlaggen van Algerijnse gemeenten           |
| Angola                        | Lijst van vlaggen van Angola                           | Lijst van vlaggen van Angolese deelgebieden             | Lijst van vlaggen van Angolese gemeenten             |
| Benin                         | Lijst van vlaggen van Benin                            | Lijst van vlaggen van Beninse deelgebieden              | Lijst van vlaggen van Beninse gemeenten              |
| Botswana                      | Lijst van vlaggen van Botswana                         | Lijst van vlaggen van Botswaanse deelgebieden           | Lijst van vlaggen van Botswaanse gemeenten           |
| Burkina Faso                  | Lijst van vlaggen van Burkina Faso                     | Lijst van vlaggen van Burkinese deelgebieden            | Lijst van vlaggen van Burkinese gemeenten            |
| Burundi                       | Lijst van vlaggen van Burundi                          | Lijst van vlaggen van Burundese deelgebieden            | Lijst van vlaggen van Burundese gemeenten            |
| Centraal-Afrikaanse Republiek | Lijst van vlaggen van de Centraal-Afrikaanse Republiek | Lijst van vlaggen van Centraal-Afrikaanse deelgebieden  | Lijst van vlaggen van Centraal-Afrikaanse gemeenten  |
| Comoren                       | Lijst van vlaggen van de Comoren                       | Lijst van vlaggen van Comorese deelgebieden             | Lijst van vlaggen van Comorese gemeenten             |
| Congo-Brazzaville             | Lijst van vlaggen van Congo-Brazzaville                | Lijst van vlaggen van deelgebieden in Congo-Brazzaville | Lijst van vlaggen van gemeenten in Congo-Brazzaville |
| Congo-Kinshasa                | Lijst van vlaggen van Congo-Kinshasa                   | Lijst van vlaggen van deelgebieden in Congo-Kinshasa    | Lijst van vlaggen van gemeenten in Congo-Kinshasa    |
| Djibouti                      | Lijst van vlaggen van Djibouti                         | Lijst van vlaggen van Djiboutiaanse deelgebieden        | Lijst van vlaggen van Djiboutiaanse gemeenten        |
| Egypte                        | Lijst van vlaggen van Egypte                           | Lijst van vlaggen van Egyptische deelgebieden           | Lijst van vlaggen van Egyptische gemeenten           |
| Equatoriaal-Guinea            | Lijst van vlaggen van Equatoriaal-Guinea               | Lijst van vlaggen van Equatoriaal-Guinese deelgebieden  | Lijst van vlaggen van Equatoriaal-Guinese gemeenten  |
| Eritrea                       | Lijst van vlaggen van Eritrea                          | Lijst van vlaggen van Eritrese deelgebieden             | Lijst van vlaggen van Eritrese gemeenten             |
| Ethiopië                      | Lijst van vlaggen van Ethiopië                         | Lijst van vlaggen van Ethiopische deelgebieden          | Lijst van vlaggen van Ethiopische gemeenten          |
| Gabon                         | Lijst van vlaggen van Gabon                            | Lijst van vlaggen van Gabonese deelgebieden             | Lijst van vlaggen van Gabonese gemeenten             |
| Gambia                        | Lijst van vlaggen van Gambia                           | Lijst van vlaggen van Gambiaanse deelgebieden           | Lijst van vlaggen van Gambiaanse gemeenten           |
| Ghana                         | Lijst van vlaggen van Ghana                            | Lijst van vlaggen van Ghanese deelgebieden              | Lijst van vlaggen van Ghanese gemeenten              |
| Guinee                        | Lijst van vlaggen van Guinee                           | Lijst van vlaggen van Guineese deelgebieden             | Lijst van vlaggen van Guineese gemeenten             |
| Guinee-Bissau                 | Lijst van vlaggen van Guinee-Bissau                    | Lijst van vlaggen van Guinee-Bissause deelgebieden      | Lijst van vlaggen van Guinee-Bissause gemeenten      |
| Ivoorkust                     | Lijst van vlaggen van Ivoorkust                        | Lijst van vlaggen van Ivoriaanse deelgebieden           | Lijst van vlaggen van Ivoriaanse gemeenten           |
| Kaapverdië                    | Lijst van vlaggen van Kaapverdië                       | Lijst van vlaggen van Kaapverdische deelgebieden        | Lijst van vlaggen van Kaapverdische gemeenten        |
| Kameroen                      | Lijst van vlaggen van Kameroen                         | Lijst van vlaggen van Kameroense deelgebieden           | Lijst van vlaggen van Kameroense gemeenten           |
| Kenia                         | Lijst van vlaggen van Kenia                            | Lijst van vlaggen van Keniaanse deelgebieden            | Lijst van vlaggen van Keniaanse gemeenten            |
| Lesotho                       | Lijst van vlaggen van Lesotho                          | Lijst van vlaggen van Lesothaanse deelgebieden          | Lijst van vlaggen van Lesothaanse gemeenten          |
| Liberia                       | Lijst van vlaggen van Liberia                          | Lijst van vlaggen van Liberiaanse deelgebieden          | Lijst van vlaggen van Liberiaanse gemeenten          |
| Libië                         | Lijst van vlaggen van Libië                            | Lijst van vlaggen van Libische deelgebieden             | Lijst van vlaggen van Libische gemeenten             |
| Madagaskar                    | Lijst van vlaggen van Madagaskar                       | Lijst van vlaggen van Malagassische deelgebieden        | Lijst van vlaggen van Malagassische gemeenten        |
| Malawi                        | Lijst van vlaggen van Malawi                           | Lijst van vlaggen van Malawische deelgebieden           | Lijst van vlaggen van Malawische gemeenten           |
| Mali                          | Lijst van vlaggen van Mali                             | Lijst van vlaggen van Malinese deelgebieden             | Lijst van vlaggen van Malinese gemeenten             |
| Marokko                       | Lijst van vlaggen van Marokko                          | Lijst van vlaggen van Marokkaanse deelgebieden          | Lijst van vlaggen van Marokkaanse gemeenten          |
| Mauritanië                    | Lijst van vlaggen van Mauritanië                       | Lijst van vlaggen van Mauritaanse deelgebieden          | Lijst van vlaggen van Mauritaanse gemeenten          |
| Mauritius                     | Lijst van vlaggen van Mauritius                        | Lijst van vlaggen van Mauritiaanse deelgebieden         | Lijst van vlaggen van Mauritiaanse gemeenten         |
| Mozambique                    | Lijst van vlaggen van Mozambique                       | Lijst van vlaggen van Mozambikaanse deelgebieden        | Lijst van vlaggen van Mozambikaanse gemeenten        |
| Namibië                       | Lijst van vlaggen van Namibië                          | Lijst van vlaggen van Namibische deelgebieden           | Lijst van vlaggen van Namibische gemeenten           |
| Niger                         | Lijst van vlaggen van Niger                            | Lijst van vlaggen van Nigerese deelgebieden             | Lijst van vlaggen van Nigerese gemeenten             |
| Nigeria                       | Lijst van vlaggen van Nigeria                          | Lijst van vlaggen van Nigeriaanse deelgebieden          | Lijst van vlaggen van Nigeriaanse gemeenten          |
| Oeganda                       | Lijst van vlaggen van Oeganda                          | Lijst van vlaggen van Oegandese deelgebieden            | Lijst van vlaggen van Oegandese gemeenten            |
| Rwanda                        | Lijst van vlaggen van Rwanda                           | Lijst van vlaggen van Rwandese deelgebieden             | Lijst van vlaggen van Rwandese gemeenten             |
| Sao Tomé en Principe          | Lijst van vlaggen van Sao Tomé en Principe             | Lijst van vlaggen van Santomese deelgebieden            | Lijst van vlaggen van Santomese gemeenten            |
| Senegal                       | Lijst van vlaggen van Senegal                          | Lijst van vlaggen van Senegalese deelgebieden           | Lijst van vlaggen van Senegalese gemeenten           |
| Seychellen                    | Lijst van vlaggen van de Seychellen                    | Lijst van vlaggen van Seychelse deelgebieden            | Lijst van vlaggen van Seychelse gemeenten            |
| Sierra Leone                  | Lijst van vlaggen van Sierra Leone                     | Lijst van vlaggen van Sierra Leoonse deelgebieden       | Lijst van vlaggen van Sierra Leoonse gemeenten       |
| Soedan                        | Lijst van vlaggen van Soedan                           | Lijst van vlaggen van Soedanese deelgebieden            | Lijst van vlaggen van Soedanese gemeenten            |
| Somalië                       | Lijst van vlaggen van Somalië                          | Lijst van vlaggen van Somalische deelgebieden           | Lijst van vlaggen van Somalische gemeenten           |
| Swaziland                     | Lijst van vlaggen van Swaziland                        | Lijst van vlaggen van Swazische deelgebieden            | Lijst van vlaggen van Swazische gemeenten            |
| Tanzania                      | Lijst van vlaggen van Tanzania                         | Lijst van vlaggen van Tanzaniaanse deelgebieden         | Lijst van vlaggen van Tanzaniaanse gemeenten         |
| Togo                          | Lijst van vlaggen van Togo                             | Lijst van vlaggen van Togolese deelgebieden             | Lijst van vlaggen van Togolese gemeenten             |
| Tsjaad                        | Lijst van vlaggen van Tsjaad                           | Lijst van vlaggen van Tsjadische deelgebieden           | Lijst van vlaggen van Tsjadische gemeenten           |
| Tunesië                       | Lijst van vlaggen van Tunesië                          | Lijst van vlaggen van Tunesische deelgebieden           | Lijst van vlaggen van Tunesische gemeenten           |
| Zambia                        | Lijst van vlaggen van Zambia                           | Lijst van vlaggen van Zambiaanse deelgebieden           | Lijst van vlaggen van Zambiaanse gemeenten           |
| Zimbabwe                      | Lijst van vlaggen van Zimbabwe                         | Lijst van vlaggen van Zimbabwaanse deelgebieden         | Lijst van vlaggen van Zimbabwaanse gemeenten         |
| Zuid-Afrika                   | Lijst van vlaggen van Zuid-Afrika                      | Lijst van vlaggen van Zuid-Afrikaanse deelgebieden      | Lijst van vlaggen van Zuid-Afrikaanse gemeenten      |
| Zuid-Soedan                   | Lijst van vlaggen van Zuid-Soedan                      | Lijst van vlaggen van Zuid-Soedanese deelgebieden       | Lijst van vlaggen van Zuid-Soedanese gemeenten       |